# Rozgonyi László
Rozgonyi László (Budapest, 1894. március 5. — Budapest, 1948. január 16.) magyar festőművész, műegyetemi tanár. A Szentendrei Festők Társaságának és a szentendrei művésztelepnek egyik alapító tagja.

## Életpályája
Rozgonyi Ödön és Rodant Teréz Antónia fia. Münchenben Csemitzky Tihamér festő magániskolájában kezdte tanulmányait testvérével, Rozgonyi Mihállyal és Bánovszky Miklóssal. 1914-ben a nagybányai művésztelepen festett, 1915-ben a budapesti Képzőművészeti Főiskolán folytatta tanulmányait. 1916-tól frontszolgálatot teljesített az első világháborúban, s majd csak 1918-ban tudta újra látogatni a főiskolát, ahol Réti István volt a mestere. 1921-ben Réti István maga mellé vette tanársegédnek.
1926-ban a Szinyei Merse Pál Társaság Nemes Marcell ösztöndíjával Párizsban tett tanulmányutat. 1928-29-ben magyar állami ösztöndíjasként a római Collegium Hungaricumban dolgozott. Az 1930. évi budapesti Szent Imre kiállításon elnyerte a Művészek vacsorája és a Kánai menyegző c. képeivel gróf. Zichy Gyula kalocsai érsek díját.
Sokat festett Szentendrén. Számos szentendrei és budapesti csoportos kiállításon együtt szerepelt a szentendrei művészekkel. 1943-tól a műegyetemi rajz-tanszéken tanított.

## Művészete
Festészetét az útkeresés jellemezte, hatással volt rá a nagybányai plein air, a római iskola neoklasszicizmusa és finom kolorizmusa. Az 1940-es években konstruktív jellegű tájképeket és csendéleteket festett, a figurális ábrázolás és a portréfestés is erőssége volt.

## Emlékezete

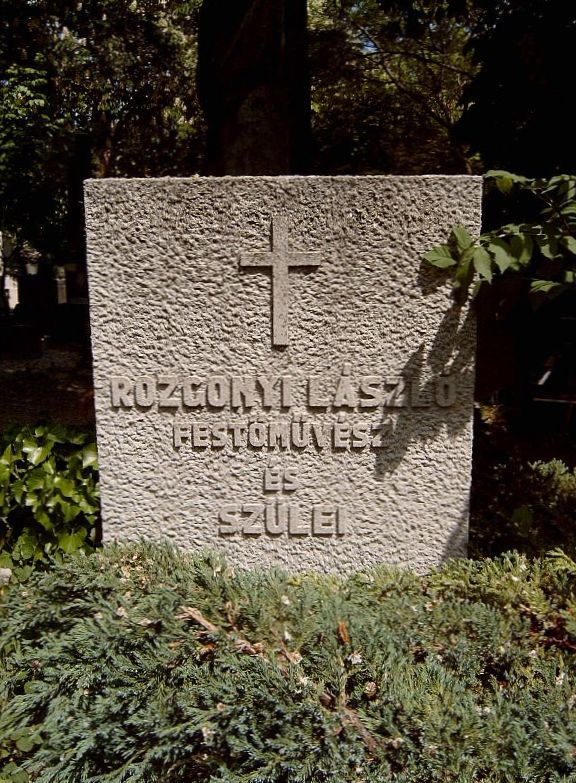
Rozgonyi László sírja

1963-ban a Magyar Nemzeti Galériában, 1964-ben a szentendrei Ferenczy Múzeumban rendeztek műveiből emlékkiállítást. 1981-ben két emlékkiállítást rendeztek tiszteletére Szentendrén. 2008-ban Jeges Ernő és Rozgonyi László műveiből együttes emlékkiállítást rendeztek A szentendrei képzőművészet évszázada VII. címen a szentendrei MűvészMalomban.  Számos művét őrzi az MNG és a Ferenczy Múzeum.

## Művei (válogatás)
- Önarckép fekete kalapban (c. 1926; olaj, vászon, 90 × 70 cm; magántulajdonban)
- Szentendrei városrészlet (1926–29; olaj, vászon, 120 × 95 cm; Ferenczy Múzeum, Szentendre)
- Művészek vacsorája (1930; MNG)
- Kánai menyegző (1930; MNG)
- Parkban (c. 1934; pasztell, papír, 520 × 680 mm; magántulajdonban)
- Önarckép ablakkal (1936; tempera, farost, 25 × 35 cm; Ferenczy Múzeum, Szentendre)
- Szentendrei művésztelep (év nélkül; olaj, vászon; 38 × 68 cm; Ferenczy Múzeum, Szentendre)
- Fények, árnyékok (1947; Kréta, papír, 500 × 700 mm; Ferenczy Múzeum, Szentendre)

## Egyéni kiállítások
- 1963 • Magyar Nemzeti Galéria, Budapest (emlékkiállítás)
- 1964 • Ferenczy Múzeum, Szentendre (emlékkiállítás)
- 1981 • Művésztelepi Galéria, Szentendre (emlékkiállítás) • Ypszilon Galéria, Szentendre (emlékkiállítás).

## Válogatott csoportos kiállítások
- 1946 • Szentendre Város Újjáépítési Kiállítása, Városháza, Szentendre • Magyar képzőművészetért Mozgalom I. kiállítás, Ernst Múzeum, Budapest
- 1947 • A Magyar Képzőművészek Szabadszervezetének II. Szabad Nemzeti kiállítása, Fővárosi Képtár, Budapest
- 1952 • Szentendrei Festők II. Kiállítása, Ferenczy Múzeum, Szentendre
- 1956 • A szentendrei művésztelep jubiláris kiállítása 1926-56, Ferenczy Múzeum, Szentendre
- 1963 • Szentendrei festészet, Ferenczy Múzeum, Szentendre
- 1968 • A szentendrei festészet 40 éve 1928-1968, Ferenczy Múzeum, Szentendre
- 1971 • Szentendrei tárlat, Városháza, Szentendre
- 1972 • A régi művésztelep, Művésztelepi Galéria, Szentendre
- 1977 • A szentendrei művészet 50 éve. I. rendezés, Ferenczy Múzeum, Szentendre
- 1979 • A szentendrei régi művésztelep jubileumi kiállítása 1929-1979, Szentendrei Képtár, Szentendre
- 1981-82 • Szentendrei művészet. Állandó kiállítás, IV. rendezés. Szentendrei Képtár, Szentendre
- 1988-89 • A szentendrei Régi Művésztelep jubileumi kiállítása. A szentendrei művésztelep hatvan éve 1928-88, Szentendrei Képtár, Szentendre • Művésztelepi Galéria, Szentendre
- 1994-95 • Szentendrei művészet 1926-35 között, Szentendrei Képtár, Szentendre.

## Művek közgyűjteményekben
Ferenczy Múzeum, Szentendre • Magyar Nemzeti Galéria, Budapest.

## Társasági tagság
- KÉVE
- UME
- Szentendrei Festők Társasága

## Díjak, elismerések
- Harkányi-díj (1924)
- A Szinyei Merse Pál Társaság Nemes Marcell ösztöndíja (1926)
- Egyházművészeti díj (1930)
- Jellinek Gida-díj (1933)

## Külső hivatkozások
- Élete, munkássága, képei, hung-art.hu